# Tarn (reka)
Tarn (antično tarnis) je reka v južni Franciji, desni pritok Garone. Izvira v Sevenih, teče proti zahodu mimo Albija in se po 380 km pri Moissacu izliva v reko Garono. Čez njeno sotesko pri kraju Millau je speljan najvišji cestni viadukt na svetu, 343 m visoki Viadukt Millau, odprt decembra 2004.

## Geografija
Reka Tarn je pretežno gorska reka. Njen izvir je na višini 1550 m na južnem pobočju gore Lozère v Sevenih. Teče rahlo proti zahodu skozi planotast svet, kjer je ustvarila globoke soteske in kanjone, skozi Albi in Montauban vse do Moissaca, kjer se izliva v Garono, 4 km dolvodno od središča mesta.
Njeno porečje obsega približno 12.000 kvadratnih kilometrov, povprečni pretok pa znaša približno 140 kubičnih metrov na sekundo.

### Glavni pritoki
- Tarnon
- Jonte
- Dourbie
- Dourdou de Camarès
- Cernon
- Alrance
- Rance
- Agout
- Muze
- Tescou
- Aveyron

### Departmaji in kraji
Reka Tarn teče skozi naslednje departmaje in kraje:
- Lozère
- Aveyron: Millau
- Tarn: Albi, Gaillac, Lisle-sur-Tarn, Rabastens-sur-Tarn
- Tarn-et-Garonne: Montauban, Moissac

Viadukt Millau, najvišji viadukt na svetu, narejen za avtocesto A75 čez sotesko reke Tarna blizu Millaua, je bil odprt decembra 2004.
Tarn slovi po brutalnih poplavah, ki so skupaj z Donavo najbolj nevarne v Evropi. Poplava marca 1930 je povzročila, da se je Tarn v Montaubanu v samo 24 urah dvignil za več kot 17 metrov nad svojo normalno raven, pretok je bil 7000 m³ / s (povprečni pretok Rena je 2200 m³ / s; povprečni pretok Nila je med tradicionalno letno poplavo pred izgradnjo Asuanskega jezu znašal 8.500 m³ / s; povprečni pretok reke Mississippi je 16.200 m³ / s). Poplavljena je bila tretjina departmaja Tarn-et-Garonne, umrlo je približno 300 ljudi, uničenih je bilo na tisoče hiš, uničeni so bili nižje ležeča okrožja Montauban, mesto Moissac je bilo skoraj v celoti uničeno.

## Plovnost
Reka Tarn je bila nekoč plovna od svojega stičišča z Garono do Corbarieua, blizu Montaubana. Ta odsek reke je vključeval sedem rečnih zapornic na razdalji 38 kilometrov. Prekop je bil povezan s Canal de Garonne v Moissacu z odcepom pred reko, in preko Canal de Montech v Montaubanu.
Obe dostopni točki iz Canal de Garonne sta bili obnovljeni, čolni pa lahko na teh točkah znova dostopajo neposredno do reke. Poleg tega je prvo rečno zapornico med Moissacom in samo Garono poplavila zajezitev za elektrarno Golfech na Garonni in je stalno odprta za čolne, ki lahko dosežejo Garone.
Preostalih šest rečnih zapornic je zapuščenih in nepredvidljivih. Obstaja predlog za obnovitev petih rečnih zapornic med Moissacom in Montaubanom, s čimer bi se ustvaril obroč vodnih poti, ki bi sestavljal Tarn od Moissaca do Montauban, Canal de Montech do Montecha in Canal de Garonne nazaj v Moissac. 